# Den saliga Jungfrun Marias tempelgångs metropolitkyrka
Den saliga Jungfrun Marias tempelgångs metropolitkyrka är en grekisk-ortodox kyrkobyggnad belägen i staden Lebadeia, i regionen Grekiska fastlandet, i Grekland.
Kyrkan är helgad åt minnesdagen Den saliga Jungfrun Marias tempelgång.

## Historik
Byggandet av kyrkan påbörjades på de lokala invånarnas bekostnad någonstans efter år 1850. Den stod färdig 1860.

## Inventarier
- Inne i kyrkan finns plattor som är gjorda av vit och grå marmor.
- Kupolen målades av Theodoros Lazaris.